# ژوپیتر ایرلاینز
ژوپیتر ایرلاینز (به انگلیسی: Jupiter Airlines) یک شرکت هواپیمایی با کد یاتا JUA است که در تاریخ ۱۹۹۶ میلادی تأسیس شده است. دفتر مرکزی ژوپیتر ایرلاینز در دبی، امارات متحده عربی واقع شده‌است و به ۵ مقصد، پرواز انجام می‌دهد.